# Ketoza (metabolizm)

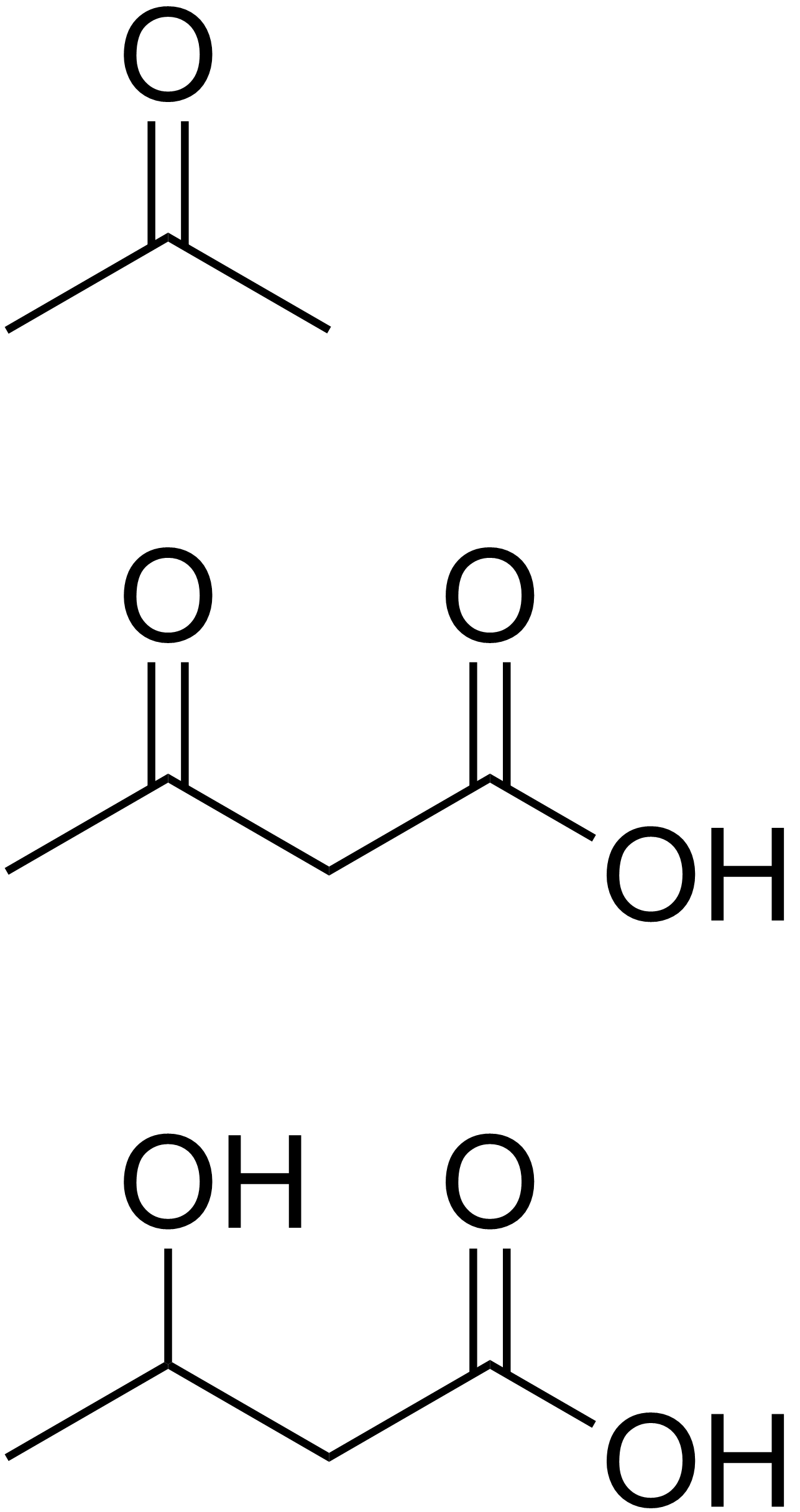
Struktury chemiczne różnych ciał ketonowych: acetonu, kwasu acetooctowego i kwasu beta-hydroksymasłowego

Ketoza – stan metaboliczny, w którym dochodzi do wzrostu stężenia ciał ketonowych (kwas 3-hydroksymasłowy, kwas acetooctowy i aceton) w osoczu krwi – powyżej 0,5 mmol/litr, z jednoczesnym niskim i stabilnym poziomem insuliny i glukozy we krwi. Zwykle stężenie ciał ketonowych w osoczu – u zdrowych ludzi w warunkach spoczynkowych na czczo – jest niskie i wynosi od 0,1 do 0,3 mmol/litr, a tempo ich produkcji jest równe tempu ich metabolizowania. W przeciwieństwie do stanu glikolizy, gdzie energetyka organizmu zorientowana jest na glukozę, w stanie ketozy do celów energetycznych wykorzystywane są ciała ketonowe pochodzące z utleniania wolnych kwasów tłuszczowych. Większość komórek ludzkiego ciała ma dostęp do energii pochodzącej zarówno z glukozy, jak i z tłuszczu i ketonów. Niektórzy badacze uważają, że związki ketonowe są preferencyjnie wykorzystywane w stosunku do glukozy np. przez mięsień sercowy czy korę nerek. Proporcje poszczególnych składników determinują sposób wykorzystania ich przez komórkę. Przy ograniczonej dostępności glukozy, a zwiększonej podaży tłuszczów głównym paliwem energetycznym stają się ciała ketonowe. Ketoza może utrzymywać się jako stan długotrwały w wyniku głodówki lub pozostawania na diecie niskowęglowodanowej. Natomiast celowo indukowana ketoza służy jako interwencja medyczna, np. przy lekoopornej padaczce czy przy różnych typach cukrzycy. Ketoza zachodzi również po treningu fizycznym.

## Ketogeneza
Ketogeneza jest procesem powstawania ciał ketonowych w organizmie. W warunkach prawidłowego odżywiania i przy prawidłowym dostarczeniu węglowodanów większość wolnych kwasów tłuszczowych ulega reestryfikacji do triglicerydów, a tylko niewielka część podlega utlenieniu do dwutlenku węgla lub uwalnianiu do krwi. W stanie głodu lub ograniczenia spożycia węglowodanów większość kwasów tłuszczowych wraca do krwi lub zostaje utleniona. Utlenienie kwasów tłuszczowych odbywa się w mitochondriach, a aktywacja kwasów tłuszczowych w cytoplazmie komórkowej. Jedynym narządem organizmu zdolnym do wytwarzania znacznych ilości związków ketonowych jest wątroba. Tylko jej komórki zawierają odpowiednią ilość syntazy hydroksymetyloglutarylo-koenzymu A – regulatorowego enzymu w procesie syntezy tych związków. W pewnych warunkach metabolicznych, związanych z istotnym nasileniem utleniania kwasów tłuszczowych, wątroba wytwarza znaczne ilości kwasu acetooctowego i beta-hydroksymasłowego. Kwas acetooctowy ulega ciągłej samoistnej przemianie (dekarboksylacji) do acetonu. Kwas acetooctowy i kwas beta-hydroksymasłowy są wzajemnie przekształcane pod wpływem mitochondrialnego enzymu dehydrogenezy betahydroksymasłowej. Stosunek tych dwóch metabolitów w surowicy wynosi zazwyczaj ok. 1:2, ale może wahać się od 1:1 do 1:10. Ponadto obecne jest  mniejsza ilość acetonu (stanowi ok. 2% w stosunku do wspomnianych kwasów). Produkowane w mitochondriach komórek wątroby związki ketonowe szybko dyfundują do krwi i mogą być ważnym substratem do tlenowej resyntezy ATP w niektórych tkankach.

## Ketoza odżywcza
Ketoza odżywcza (diabetyczna) jest narzędziem fizjologicznym i służy do osiągania biologicznej optymalizacji pracy ustroju oraz do odblokowania pokładów energetycznych w organizmie. Wprowadzenie organizmu w stan ketozy – w którym następuje zmiana orientacji energetycznej z glukozy na ketony – osiąga się na drodze żywienia nisko-węglowodanowego, wysoko-tłuszczowego i odpowiednio-białkowego. W modelu diety ketogennej (opracowanej w 1921 jako element wspomagający leczenia epilepsji u dzieci) podaż tych składników odżywczych ma ściśle określone proporcje – np. dieta OleoKeto – 2:1 (tłuszcze:suma węglowodanów i białek) – oraz ilości (75–90% energii czerpanej z tłuszczów, pozostała ilość z sumy węglowodanów i białek). W ciągu pierwszych 3 dni stosowania diety ketogenicznej następuje obniżenie poziomu glukozy we krwi, a mózg sięga po alternatywne paliwo komórkowe – 25% energii czerpie z ciał ketonowych (adaptacja). Po około 4 dniach poziom ten podnosi się do 70% energii czerpanej z ketonów. Do korzystania z ketonów adaptują się również mięśnie szkieletowe i mięsień sercowy. We krwi obserwuje się obniżenie poziomu insuliny (hormon anaboliczny produkowany w odpowiedzi na podwyższenie się poziomu glukozy we krwi, przyspiesza jej transport do komórek w celu zmagazynowania w mięśniach i wątrobie, następstwem tego jest obniżenie poziomu glukozy we krwi) oraz podwyższenie stężenia glukagonu (hormon antagonistyczny do insuliny, wzmaga utlenianie kwasów tłuszczowych). Wobec zmniejszonego zapotrzebowania na glukozę dochodzi do wyhamowania procesu glukoneogenezy – syntetyzowania glukozy z jej niecukrowych prekursorów, w tym aminokwasów, co zapobiega rozpadowi białek mięśniowych.

## Ketoza kliniczna
Ketoza indukowana w celach medycznych znajduje zastosowanie w terapii:
- epilepsja – ketoza koreluje ze spadkiem częstotliwości/zahamowaniem napadów padaczkowych. Mechanizm dietoterapii dietą ketogenną w tym przypadku nie jest do końca wyjaśniony[16].
- nowotwory – komórki nowotworowe nie są zdolne do czerpania energii z ciał ketonowych, w przeciwieństwie do komórek zdrowych, co skutkuje ich obumieraniem[17].
- cukrzyca – ograniczenie podaży węglowodanów sprzyja kontroli glikemii w przebiegu cukrzycy[18].
- otyłość – ketoza hamuje odczuwanie głodu, mobilizuje organizm do zużywania zapasów glikogenu i uwalniania wody związanej. Ketony są wyprowadzane nie tylko z tłuszczów dostarczanych wraz z pożywieniem, ale także z wolnych kwasów tłuszczowych pochodzących z adipocytów[19].
- choroby neurodegeneracyjne (choroba Alzheimera, choroba Parkinsona, ALS) – neuroprotekcyjne działanie ketozy – spowalnianie/hamowanie procesu śmierci komórek na drodze apoptozy[16].

## Ketoza powysiłkowa
Obciążenie organizmu wysiłkiem fizycznym prowadzi do szeregu zmian metabolicznych, hormonalnych, krążeniowych i oddechowych. Wzrost stężenia we krwi związków ketonowych stwierdzono po 1 godzinie od chwili przerwania wysiłku. Passmore i Johnson nazwali to zjawisko ketozą powysiłkową. Dziś dowodzi się, że ketoza po aktywności fizycznej występuje wcześniej, a jej nasilenie jest większe po długotrwałych ćwiczeniach o umiarkowanej intensywności w porównaniu z krótkotrwałymi wysiłkami o dużej intensywności. Mechanizmem stojącym za powysiłkową ketozą może być obniżenie rezerw węglowodanowych organizmu oraz zmiany stężenia wielu hormonów we krwi, zbliżone do tych obserwowanych podczas głodu lub stosowania diety niskowęglowodanowej.

## Ketoza a kwasica ketonowa
Ketoza odżywcza jest naturalnym stanem fizjologicznym organizmu, kwasica ketonowa – niebezpiecznym stanem chorobowym. Nie są to stany tożsame, łączy je jedynie obecność ketonów w ustroju.
Kwasica może występować w przebiegu cukrzycy jako odpowiedź na znaczny niedobór lub brak insuliny. Wówczas dochodzi do zaburzeń biochemicznych i klinicznych w ustroju:
- hiperglikemia (zwykle > 11 mmol/l i więcej);
- kwasica metaboliczna (pH < 7,3 i/lub HCO3 < 15 mmol/l);
- masywna glikozuria z ketonurią oraz odwodnienie (≥ 5%);
- ± wymioty;
- ± senność[23][24].

W przeciwieństwie do kwasicy ketonowej, w ketozie odżywczej stężenie ciał ketonowych jest znacznie niższe i nie dochodzi do stałej zmiany pH krwi.
| Stężenie ciał ketonowy we krwi (mmol/litr) | Stan metaboliczny organizmu |
| <0,2                                       | poza ketozą                 |
| 0,2–0,5                                    | lekka/łagodna ketoza        |
| 0,5–3,0                                    | indukowana/odżywcza ketoza  |
| 2,5–3,5                                    | powysiłkowa ketoza          |
| 3,0–6,0                                    | głodowa ketoza              |
| 15–25                                      | kwasica ketonowa            |